# Господарець Іван Юліанович
Господарець Іван Юліанович (нар.8 січня 1951 р.) — український джазовий та естрадний музикант, учасник гуртів «Медікус», ВІА «Арніка», квартету «Дзига-джаз». Проживає у м. Львів.

## Життєпис
З 1989 р. — викладач відділу естрадно-джазового виконавства Львівського державного музичного училища.

Іван Господарець, барабанщик, учасник легендарного гурту «Арніка»

Бере постійну участь у різноманітних джазових фестивалях, наприклад «Горизонти джазу» (м. Кривий Ріг, 1996), Українсько-Польський джазовий фестиваль "Jazz bez… " (2002), у концерті 7-го Фестивалю джазової музики «Зимові джазові зустрічі» пам'яті Євгенія Дергунова (м. Київ, 4 березня 2008) тощо.